# Auenwälder bei Plötzkau
Die Auenwälder bei Plötzkau sind ein FFH-Gebiet und der Auenwald Plötzkau ein EU-Vogelschutzgebiet in den Städten Bernburg (Saale) und Könnern und der Gemeinde Plötzkau im Salzlandkreis in Sachsen-Anhalt. Die beiden Natura-2000-Gebiete überlagern sich zu einem großen Teil.

## Allgemeines
Das FFH-Gebiet besteht aus zwei Teilflächen und ist circa 422 Hektar groß, das EU-Vogelschutzgebiet ist circa 389 Hektar groß (beim Bundesamt für Naturschutz sind mit 417 Hektar für das FFH-Gebiet und 385 Hektar für das EU-Vogelschutzgebiet jeweils leicht abweichende Größen für die Natura-2000-Gebiete angegeben).
Die südliche Teilfläche des FFH-Gebietes überlagert sich mit dem EU-Vogelschutzgebiet „Auenwald Plötzkau“, das etwas über die Fläche des FFH-Gebietes hinausgeht. Die nördliche Teilfläche grenzt kleinflächig an das FFH-Gebiet „Wipper unterhalb Wippra“. FFH-Gebiet und EU-Vogelschutzgebiet überlagern sich mit dem rund 131 großen Naturschutzgebiet „Auwald bei Plötzkau“ und sind vom Landschaftsschutzgebiet „Saale“ umgeben. Die Natura-2000-Gebiete sind durch die Landesverordnung zur Unterschutzstellung der Natura 2000-Gebiete im Land Sachsen-Anhalt (N2000-LVO LSA) seit dem 21. Dezember 2018 rechtlich gesichert. Zuständige untere Naturschutzbehörde ist der Salzlandkreis.

## Beschreibung
Die Natura-2000-Gebiete liegen südwestlich von Bernburg (Saale) im Naturpark Unteres Saaletal. Sie umfassen einen Ausschnitt der Saaleaue, in dem zu einem großen Teil artenreiche Hartholzauwälder stocken. Die Wälder liegen überwiegend im Überschwemmungsbereich der Saale und werden bei Hochwasser überflutet. Die Baumschicht wird von Stieleiche, Gemeiner Esche, Flatterulme, Hainbuche und Winterlinde gebildet. Dazu gesellen sich Feldulme und Holzapfel. In der Strauchschicht sind unter anderem Eingriffeliger und Zweigriffeliger Weißdorn, Roter Hartriegel, Schlehdorn, Wildbirne, Hasel und Hopfen zu finden. In der Krautschicht siedeln unter anderem Hohler Lerchensporn, Scharbockskraut, Gelbes Windröschen, Waldgelbstern, Vielblütige Weißwurz und Blutampfer. In die Wälder ist als invasiver Neophyt die Rotesche eingewandert.
Die Saale wird von Galeriewäldern begleitet, die als Weichholzauwälder mit Silberweide, Gemeiner Esche, Flatterulme und Stieleiche sowie dem Neophyt Rotesche ausgebildet sind. In der Krautschicht sind Staudenfluren mit Rohrglanzgras, Riesenschwingel, Wolfstrapp, Gilbweiderich und Hopfen ausgebildet.
Innerhalb der Natura-2000-Gebiete sind mehrere Altwasser der Saale zu finden. Lediglich der Altarm Plötzkau ist noch mit der Saale verbunden. Die Natura-2000-Gebiete sind Lebensraum für Biber und Fischotter, die Fledermausarten Mopsfledermaus, Großes Mausohr, Großer Abendsegler, Wasserfledermaus, Rauhautfledermaus und Mückenfledermaus sowie verschiedene Amphibien wie Moorfrosch, Laubfrosch, Knoblauchkröte und Wechselkröte.
Die Auwälder sind Lebensraum für Rot- und Schwarzmilan. Die Bestände beider Arten gingen Anfang der 2000er-Jahre teilweise deutlich zurück. Auch Wespenbussard und Rohrweihe waren im Gebiet heimisch, konnten bei einer Erfassung im Jahr 2006 jedoch nicht mehr nachgewiesen werden, ebenso wie auch ehemalige Brutnachweise der Rohrdommel. Eine frühere Graureiherkolonie wurde Anfang der 2000er-Jahre verlassen, einzelne Bruten des Graureihers lassen sich aber weiterhin nachweisen. Das Gebiet beherbergt unter anderem auch Grauspecht, Schwarzspecht und Mittelspecht sowie Eisvogel. Waldränder und Offenlandbereiche sind Lebensraum für Wendehals, Neuntöter und Grauammer. Das Gebiet hat auch eine Bedeutung als Rastgebiet insbesondere für Greifvögel. Zeitweise rasten hier auch mehrere Hundert Kraniche.